# Time 100: Danh sách nhân vật ảnh hưởng nhất trên thế giới năm 2010
Danh sách nhân vật ảnh hưởng nhất trên thế giới năm 2010 là một bản danh sách bình chọn những nhân vật ảnh hưởng đến thế giới trong năm 2010 do tạp chí TIME (Mỹ), công bố vào năm 2010.

## Nhân vật của năm 2010
- Mark Zuckerberg

## Những nhà lãnh đạo và những nhà cách mạng
- Luiz Inácio Lula da Silva
- J.T. Wang
- Admiral Mike Mullen
- Barack Obama
- Ron Bloom
- Yukio Hatoyama
- Dominique Strauss-Kahn
- Nancy Pelosi
- Sarah Palin
- Salam Fayyad
- Jon Kyl
- Glenn Beck
- Annise Parker
- Tidjane Thiam
- Jenny Beth Martin
- Christine Lagarde
- Recep Tayyip Erdogan
- General Stanley McChrystal
- Manmohan Singh
- Bo Xilai
- Mark Carney
- Sister Carol Keehan
- Sheik Khalifa bin Zayed al-Nahyan
- Robin Li
- Scott Brown

## Những nhà xây dựng và những nhà sáng tạo
- Aishwarya Rai-Bachchan
- Condoleezza Rice
- Barbara Walters
- Wendy Kopp
- Sherri Shepherd
- Martha Stewart
- Amy Smith
- Suze Orman
- Anna Netrebko
- Alice Munro
- Joy Behar
- Nora Roberts
- Suzanne collins
- Edna Foa
- Lauren Zalaznick
- Elizabeth Warren
- Meg Whitman
- Elisabeth Hasselbeck
- Stella McCartney
- Chị Mary Scullion
- Ann Coulter
- Katie Couric
- Nancy Pelosi
- Whoopi Goldberg
- Kiki Smith
- Serena Williams
- Alicia Keys
- Elizabeth Gilbert
- Deborah Gist
- Arianna Huffington
- Sarah Palin

## Những người nổi tiếng trong thế giới nghệ thuật và giải trí
- Lady Gaga
- Conan O'Brien
- Kathryn Bigelow
- Oprah Winfrey
- Valery Gergiev
- Robert Pattinson
- Ashton Kutcher
- Nguyễn Hoàng Yến
- Taylor Swift
- Neil Patrick Harris
- Carlton Cuse and Damon Lindelof
- Prince
- Lea Michele
- Jerry Holkins and Mike Krahulik
- Simon Cowell
- Neill Blomkamp
- Elton John
- Marc Jacobs
- David Chang
- Banksy
- Chetan Bhagat
- Sandra Bullock
- Ricky Gervais
- Han Han
- James Cameron

## Những người hùng và những thần tượng
- Bill Clinton
- Kim Yu-Na
- Mir-Hossein Mousavi
- Ben Stiller
- Temple Grandin
- P. Namperumalsamy
- Nay Phone Latt
- Chen Shu-chu
- Phil Mickelson
- Phùng Thanh Hùng
- Graça Machel
- Reem Al Numery
- Sachin Tendulkar
- Tristan Lecomte
- Liya Kebede
- Kiran Mazumdar-Shaw
- Zahra Rahnavard
- Jet Li
- Serena Williams
- Chief Master Sergeant Tony Travis
- Karls Paul-Noel
- Rahul Singh
- Valentin Abe
- Malalai Joya
- Will Allen

## Những nhà khoa học và những nhà tư tưởng
- Zaha Hadid
- Elizabeth Warren
- Douglas Schwartzentruber and Larry Kwak
- Michael Pollan
- Atul Gawande
- Jaron Lanier
- Victor Pinchuk
- Lee Kuan Yew
- Deborah Gist
- Kathleen Merrigan
- Steve Jobs
- Tim White
- Lisa Jackson
- Elon Musk
- Edna Foa
- Jaime Lerner
- Paul Volcker
- Amy Smith
- Matt Berg
- Amartya Sen
- Michael Sherraden
- Sanjit 'Bunker' Roy
- Tim Westergren
- David Boies and Theodore Olson
- Sonia Sotomayor